# باسند (بنج هزارة)
باسند (بالفارسية: پاسند) هي قرية تقع في إيران في قسم بنج هزارة الريفي. يقدر عدد سكانها بـ 1,847 نسمة .